# Helietta apiculata
Helietta apiculata, canela de venado (en guaraní yvyra ovi) es una especie de planta en la familia Rutaceae. 
Es endémica de Argentina y Paraguay. 

## Descripción
Es una especie heliófita, de matorrales y otros ambientes caracterizados por formaciones subclimáxicas edáficas,  encontrándose asociada con pindo (Syagrus romanzoffiana). También habita sitios húmedos secundarios y charcas. Es poco frecuente en el bosque alto.

## Usos
Para mobiliario, machimbres, mondadientes, juguetes, carretas, yugos y artículos rurales, cabos de herramientas. Leña y carbón. Es medicinal.
Tiene una madera semipesada, fuerte, semidura, veteada delicada, de textura fina y homogénea, grano oblicuo. Crece 1,6 cm/año de diámetro de tronco, a una razón de altura de 1,2 m/año; su densidad es de 0,75 g/cm³, y de un color castaño claro 

## Taxonomía
Helietta longifolia fue descrita por George Bentham y publicado en Hooker's Icones Plantarum 14: 67. 1882.
Etimología
Helietta: nombre genérico que fue nombrado en honor del médico francés Lewis Théodore Hélie (1804-1867).
longifolio: epíteto latíno que significa "con hojas largas"
Sinonimia
- Esenbeckia cuspidata Engl.
- Helietta cuspidata (Engl.) Chodat & Hassl.
- Helietta cuspidata f. gracilis Chodat & Hassl.
- Helietta cuspidata f. latifolia Chodat & Hassl.
- Helietta cuspidata f. subobtusa Chodat & Hassl.
- Helietta longifoliata Britton[3]